# Discografia di Ashley Tisdale
La discografia di Ashley Tisdale, una cantante pop rock statunitense, consiste in due album, due EP, sei singoli, un video album, nove video musicali e 6 colonne sonore. Ashley ha inoltre registrato cinque singoli per le varie soundtrack di High School Musical, nel quale interpretava il personaggio di Sharpay Evans. È diventata la prima cantante con due canzoni debuttate nella stessa settimana sulla Billboard Hot 100, What I've Been Looking For e Bop to the Top.
Prima di firmare un contratto discografico con l'etichetta Warner Bros. Records nel 2006, Ashley Tisdale ha registrato molte canzoni per le compilation di DisneyMania, tra cui Kiss the Girl. Il suo album di debutto, Headstrong, è stato pubblicato nel febbraio 2007 e ha raggiunto la quinta posizione della Billboard 200, vendendo circa 64 000 copie in una sola settimana, e più di 5 milioni di copie in tutto il mondo. He Said She Said è il singolo di maggior successo statunitense della cantante, che è stato certificato oro nel 2008 per aver venduto più di 500 000 copie, e successivamente nel 2010 di platino per aver venduto più di 800 000 copie. Il suo secondo album, Guilty Pleasure, è stato pubblicato in Europa nel giugno 2009 e in Nordamerica il 28 luglio 2009. È entrato alla dodicesima posizione della Billboard 200, vendendo 25 000 copie in una settimana. It's Alright, It's OK è il primo singolo estratto da Guilty Pleasure ed è quello di maggior successo internazionale di Ashley Tisdale, avendo nei soli Stati Uniti più di 200 000 download digitali in soli tre giorni. È stato confermato dalla RIAA che Ashley Tisdale ha venduto più di 20 milioni di copie in tutto il mondo e oltre 35 milioni di singoli dei quali 16 milioni solo negli Stati Uniti.
I suoi due album sono stati entrambi classificati nella "Top 10" della Billboard Hot 100 come migliori album dell'anno. Il 16 dicembre 2013 è uscito il singolo You're Always Here, che ha venduto più di 600 000 copie in tutto il mondo. Inoltre 11 singoli della Tisdale sono entrati nella classifica Billboard Hot 100.

## Album

### Album in studio
| Anno                                                              | Dettagli | Posizioni massime in classifica | Posizioni massime in classifica | Posizioni massime in classifica | Posizioni massime in classifica | Posizioni massime in classifica | Posizioni massime in classifica | Posizioni massime in classifica | Posizioni massime in classifica | Posizioni massime in classifica | Posizioni massime in classifica | Certificazioni                                     |
| Anno                                                              | Dettagli | US                              | AUS                             | AUT                             | CAN                             | GER                             | IRE                             | NZ                              | SP                              | SWI                             | UK                              | Certificazioni                                     |
| ----------------------------------------------------------------- | --- | ------------------------------- | ------------------------------- | ------------------------------- | ------------------------------- | ------------------------------- | ------------------------------- | ------------------------------- | ------------------------------- | ------------------------------- | ------------------------------- | -------------------------------------------------- |
| 2007                                                              | Headstrong - Pubblicato: 6 febbraio 2007 - Etichetta: Warner Bros. Records - Formati: download digitale         | 5                               | 80                              | 21                              | —                               | 33                              | 16                              | 22                              | —                               | 98                              | 155                             | - Stati Uniti: Oro - Argentina: Oro - Irlanda: Oro |
| 2009                                                              | Guilty Pleasure - Pubblicato: 11 giugno 2009 - Etichetta: Warner Bros. Records - Formati: CD, download digitale | 12                              | —                               | 7                               | 15                              | 9                               | 30                              | 27                              | 9                               | 12                              | 130                             |                                                    |
| 2019                                                              | Symptoms - Pubblicato: 3 maggio 2019 - Etichetta: Big Noise - Formati: CD, download digitale                    | —                               | —                               | —                               | —                               | —                               | —                               | —                               | —                               | —                               | —                               |                                                    |
| "—" indica che l'album non è entrato in classifica in quel Paese. | |                                 |                                 |                                 |                                 |                                 |                                 |                                 |                                 |                                 |                                 |                                                    |

### EP
| Anno | Dettagli |
| ---- | --- |
| 2008 | Degree Girl OMG!...Jams - Pubblicato: 16 giugno 2008 - Etichetta: Warner Bros. Records - Formato: CD          |
| 2009 | Walmart Soundcheck - Pubblicato: 4 agosto 2009 - Etichetta: Warner Bros. Records - Formato: Download digitale |
| 2018 | Music Session, Vol.1 - Pubblicato: 16 febbraio 2018 - Etichetta: - Formato: Download digitale                 |

## Singoli
| Anno                                                                 | Singolo               | Posizioni massime in classifica | Posizioni massime in classifica | Posizioni massime in classifica | Posizioni massime in classifica | Posizioni massime in classifica | Posizioni massime in classifica | Posizioni massime in classifica | Posizioni massime in classifica | Posizioni massime in classifica | Posizioni massime in classifica | Album           |
| Anno                                                                 | Singolo               | US                              | AUT                             | CAN                             | CZE                             | EU                              | FIN                             | GER                             | SWE                             | SWI                             | UK                              | Album           |
| -------------------------------------------------------------------- | --------------------- | ------------------------------- | ------------------------------- | ------------------------------- | ------------------------------- | ------------------------------- | ------------------------------- | ------------------------------- | ------------------------------- | ------------------------------- | ------------------------------- | --------------- |
| 2006                                                                 | Kiss The Girl         | 81                              | —                               | —                               | —                               | —                               | —                               | —                               | —                               | —                               | 86                              | /               |
| 2006                                                                 | Be Good to Me         | 80                              | 67                              | —                               | —                               | —                               | —                               | 57                              | —                               | —                               | —                               | Headstrong      |
| 2007                                                                 | He Said She Said      | 58                              | 21                              | 62                              | —                               | 65                              | —                               | 17                              | —                               | —                               | 155                             | Headstrong      |
| 2008                                                                 | Not Like That         | —                               | 31                              | —                               | 52                              | 68                              | —                               | 20                              | —                               | 27                              | —                               | Headstrong      |
| 2008                                                                 | Suddenly              | —                               | —                               | —                               | —                               | —                               | —                               | 45                              | —                               | —                               | —                               | Headstrong      |
| 2009                                                                 | It's Alright, It's OK | 99                              | 5                               | 78                              | 12                              | 38                              | 20                              | 12                              | 38                              | 30                              | 22                              | Guilty Pleasure |
| 2009                                                                 | Crank It Up           | —                               | 22                              | —                               | —                               | 66                              | —                               | 19                              | —                               | —                               | —                               | Guilty Pleasure |
| 2013                                                                 | You're Always Here    | —                               | —                               | —                               | —                               | —                               | —                               | —                               | —                               | —                               | —                               | /               |
| 2018                                                                 | Voices in My Head     | —                               | —                               | —                               | —                               | —                               | —                               | —                               | —                               | —                               | —                               | Symptoms        |
| 2019                                                                 | Love Me & Let Me Go   | —                               | —                               | —                               | —                               | —                               | —                               | —                               | —                               | —                               | —                               | Symptoms        |
| 2020                                                                 | Lemons                | —                               | —                               | —                               | —                               | —                               | —                               | —                               | —                               | —                               | —                               |                 |
| "—" indica che il singolo non è entrato in classifica in quel Paese. |                       |                                 |                                 |                                 |                                 |                                 |                                 |                                 |                                 |                                 |                                 |                 |

### Singoli promozionali
| Anno                                                                 | Singolo    | Posizioni massime in classifica | Album           |
| Anno                                                                 | Singolo    | US                              | Album           |
| -------------------------------------------------------------------- | ---------- | ------------------------------- | --------------- |
| 2007                                                                 | Headstrong | 121                             | Headstrong      |
| 2009                                                                 | Overrated  | 103                             | Guilty Pleasure |
| 2009                                                                 | What If    | 101                             | Guilty Pleasure |
| "—" indica che il singolo non è entrato in classifica in quel Paese. |            |                                 |                 |

### Singoli Come Sharpay Evans
| Anno                                                                 | Singolo                    | Posizioni massime in classifica | Posizioni massime in classifica | Posizioni massime in classifica | Album                              |
| Anno                                                                 | Singolo                    | US                              | AUS                             | UK                              | Album                              |
| -------------------------------------------------------------------- | -------------------------- | ------------------------------- | ------------------------------- | ------------------------------- | ---------------------------------- |
| 2006                                                                 | What I've Been Looking For | 35                              | —                               | 155                             | High School Musical                |
| 2006                                                                 | Bop to the Top             | 62                              | —                               | 137                             | High School Musical                |
| 2007                                                                 | Fabulous                   | 76                              | —                               | 64                              | High School Musical 2              |
| 2007                                                                 | You Are the Music in Me    | —                               | —                               | 89                              | High School Musical 2              |
| 2008                                                                 | I Want It All              | 113                             | 7                               | 95                              | High School Musical 3: Senior Year |
| 2011                                                                 | Gonna Shine                | 76                              | —                               | 64                              | Sharpay's Fabulous Adventures      |
| 2011                                                                 | The Rest Of My Life        | —                               | —                               | 89                              | Sharpay's Fabulous Adventures      |
| "—" indica che il singolo non è entrato in classifica in quel Paese. |                            |                                 |                                 |                                 |                                    |

## Video

### Video album
| Anno | Dettagli |
| ---- | --- |
| 2007 | There's Something About Ashley - Pubblicato: 6 novembre 2007 - Etichetta: Warner Bros. Records - Formati: DVD, download digitale |

### Video musicali
| Anno | Titolo                             | Direttore           |
| ---- | ---------------------------------- | ------------------- |
| 2006 | A Dream Is a Wish Your Heart Makes | Sconosciuto         |
| 2006 | Kiss the Girl                      | Sconosciuto         |
| 2007 | Be Good to Me                      | Chris Marrs Piliero |
| 2007 | He Said She Said                   | Scott Speer         |
| 2007 | Not Like That                      | Scott Speer         |
| 2007 | Suddenly                           | Scott Speer         |
| 2009 | It's Alright, It's OK              | Scott Speer         |
| 2009 | Love Drunk                         | Travis Kopach       |
| 2009 | Crank It Up                        | Scott Speer         |